# شاي بوير

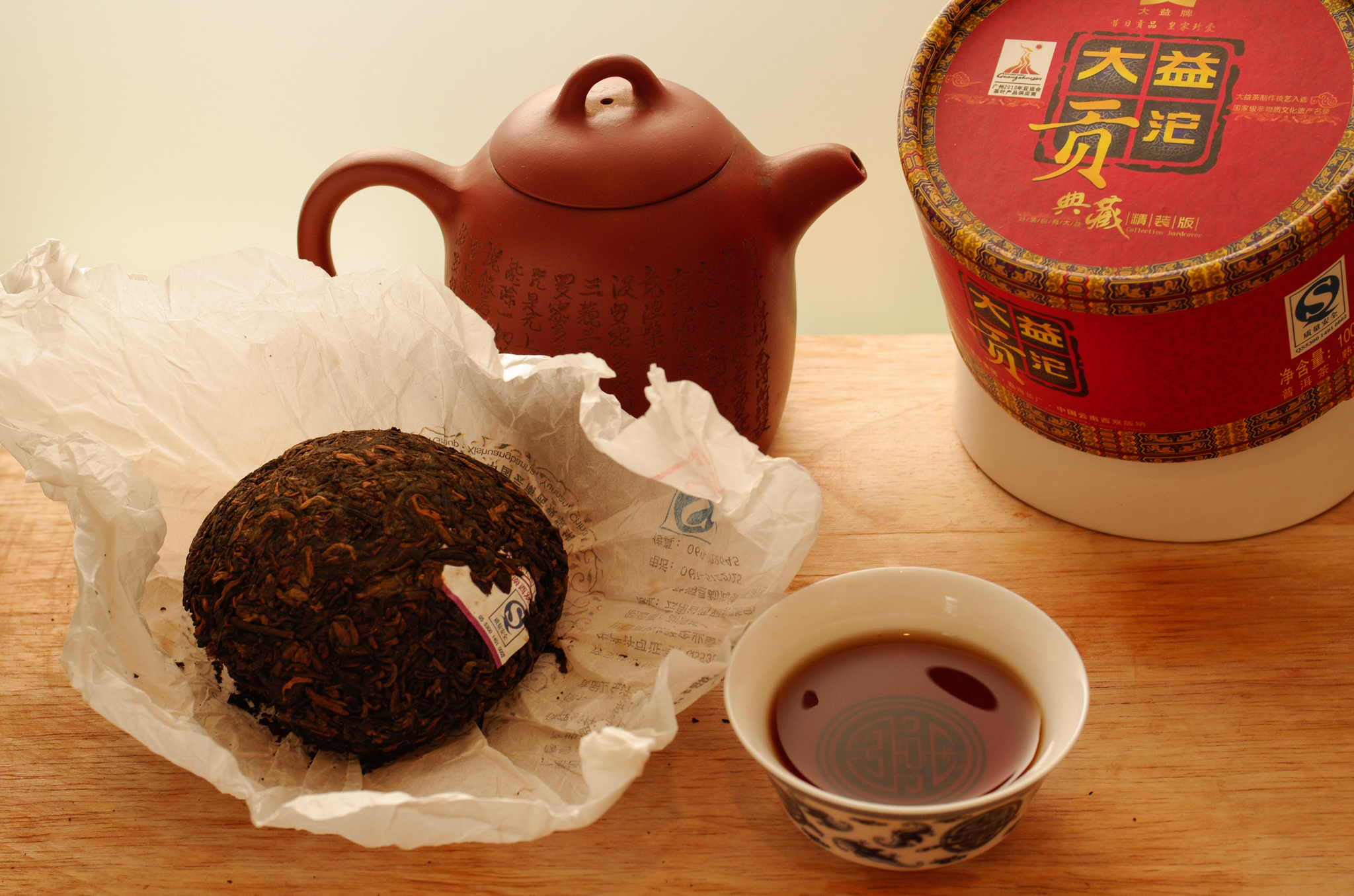
تحضير شاي بوير

شاي بوير هو نوع من أنواع الشاي الذي يتم إنتاجه عن طريق تخزين الشاي لفترات طويلة جدًا. تكثر زراعته في إقليم بوير في مقاطعة يونان الصينية. عملية إنتاج الشاي تمتاز بأنها عملية معقدة، وتتضمن مراحل عديدة، منها التهوية الجيدة لأوراق الشاي قبل قطفها، ثم بعد قطفها يتم تحزينها لفترات طويلة جدًا في أوانٍ مغلقة بإحكام؛ لضمان عدم دخول الهواء أو الضوء.